# 上海淳大万丽酒店
上海淳大万丽酒店是万豪酒店集团旗下的一家酒店，位於中華人民共和國上海市浦東新區的上海科技馆和联洋新社区附近，于2003年9月开业。2007年被中国全国星级酒店评定委员会評定为五星级旅游酒店。建筑总高100多米。酒店高27层，有拥有363间客房，12间套房。